# Damalis fuscipennis
Damalis fuscipennis là một loài ruồi trong họ Asilidae. Damalis fuscipennis được Macquart miêu tả năm 1846. Loài này phân bố ở miền Australasia.